# Pamiętnik przetrwania
Pamiętnik przetrwania (ang. Memoirs of a Survivor) – powieść Doris Lessing, laureatki Literackiej Nagrody Nobla w 2007, zaliczana do literatury dystopijnej. Wydana przez Octagon Press w 1974, polska edycja w tłumaczeniu Bogdana Barana ukazała się w 1990 nakładem Wydawnictwa Literackiego w serii Fantastyka i Groza.

## Fabuła
W niedalekiej przyszłości cywilizacja ludzka podupada. Administracja jeszcze funkcjonuje, ale zawodzą kolejne udogodnienia cywilizacyjne. Pustoszeją powoli miasta, w których grasują gangi. W tym świecie rozgrywają się losy kobiety i oddanej jej pod opiekę dziewczynki. Bohaterki starają się żyć tak, jakby świat za oknami się nie zmienił. Refleksyjna powieść niesie ze sobą głębokie, humanistyczne przesłanie.

## Ekranizacja
Powieść została zekranizowana w 1981 przez Davida Gladwella, w rolach głównych wystąpili Julie Christie i Nigel Hawthorne. Tytuł polskiego dystrybutora to Pamiętnik kobiety, która trwa. Film zdobył nagrodę za reżyserię na festiwalach Fantasporto (ex equo z Wojna światów – następne stulecie Piotra Szulkina) oraz na Avoriaz Fantastic Film Festival.